# Dekanat Pruszcz Gdański
Dekanat Pruszcz Gdański – jeden z 24 dekanatów katolickich archidiecezji gdańskiej, obejmujący obszar miasta Pruszcz Gdański, części gminy Pruszcz Gdański oraz gminę Pszczółki. Dziekanem od 17 listopada 2019 do 17 listopada 2024 był ks. prał. Grzegorz Rafiński – proboszcz parafii św. Mikołaja w Łęgowie. Od 17 listopada 2024 dziekanem jest ks. kan. Krzysztof Sroka – proboszcz parafii bł. Michała Kozala w Pruszczu Gdańskim. 

## Parafie
W skład dekanatu wchodzi 11 parafii:
1. Parafia bł. Michała Kozala w Pruszczu Gdańskim – Pruszcz Gdański, ul. Orzeszkowej 5
2. Parafia MB Nieustającej Pomocy w Pruszczu Gdańskim – Pruszcz Gdański, ul. Chopina 3
3. Parafia Najświętszego Serca Pana Jezusa w Pszczółkach – Pszczółki, ul. Kościelna 2
4. Parafia Podwyższenia Krzyża Świętego w Żuławie Wielkiej – Żuława Wielka, ul. Lipowa
5. Parafia Podwyższenia Krzyża Świętego w Pruszczu Gdańskim – Pruszcz Gdański, ul. Wojska Polskiego 37
6. Parafia św. Faustyny Kowalskiej w Rotmance – Rotmanka, ul. św. Faustyny 10
7. Parafia św. Jacka w Straszynie – Straszyn, ul. Poprzeczna 24
8. Parafia św. Mikołaja w Łęgowie – Łęgowo, ul. Tczewska 36
9. Parafia św. Wawrzyńca w Różynach – Różyny, ul. Kościelna 8
10. Parafia św. Wojciecha w Żelisławkach – Żelisławki 1e
11. Parafia bł. Jerzego Popiełuszki w Juszkowie – Juszkowo, ul. Lipowa 2

## Sąsiednie dekanaty
Gdańsk-Śródmieście, Gdańsk-Łostowice, Kolbudy, Tczew (diec. pelplińska), Trąbki Wielkie, Żuławy Steblewskie